# Organización territorial de Burundi
Burundi es un estado unitario que desde 2023 se subdivide en cuatro niveles: provincias, comunas, zonas y colinas o barrios.

## Divisiones

### Provincias

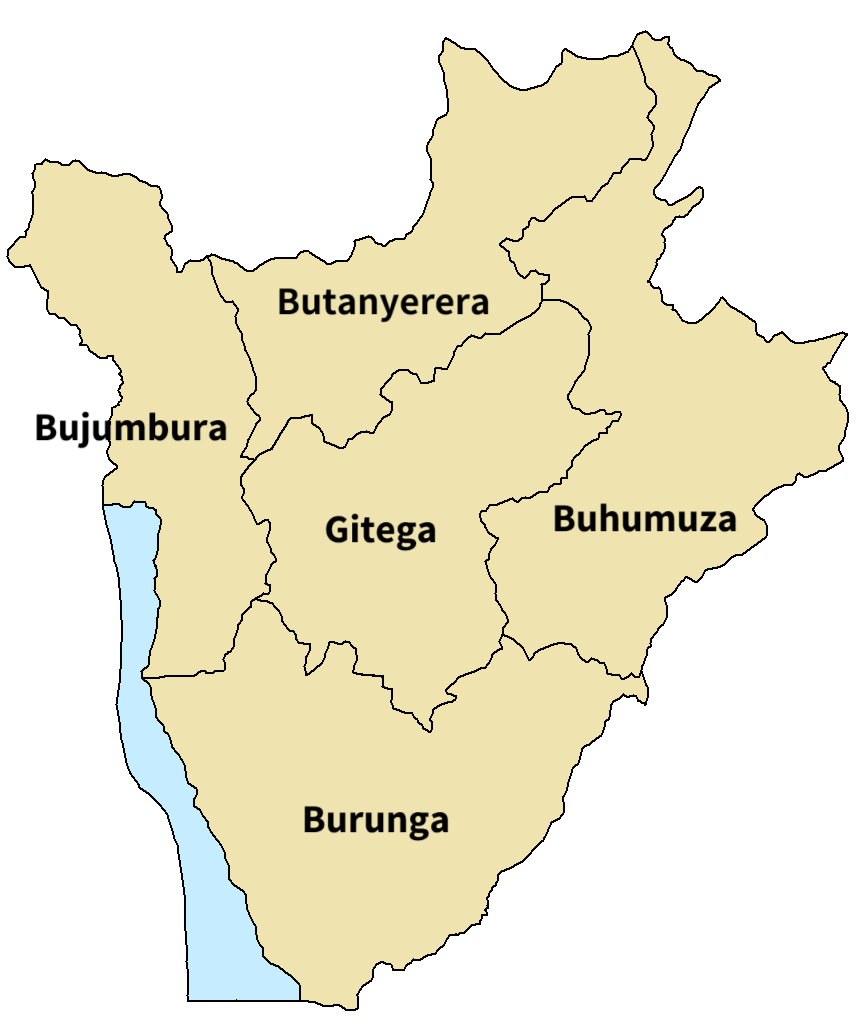
Mapa de Burundi.

La división administrativa más grande de Burundi es la provincia. Hay cinco provincias en Burundi.
Las provincias son:
- Buhumuza
- Bujumbura
- Burunga
- Butanyerera
- Gitega

### Comunas
La segunda división administrativa más grande es la comuna (commune). Hay 42 comunas en Burundi.

### Zonas
La tercera división administrativa más grande es la zona (zone). Hay 451 zonas en Burundi.

### Colinas
La subdivisión más pequeña de Burundi es la colina (colline) de las que hay 3044 en el país..